# هنری ماندرس
هنری ماندرس (هلندی: Henri Manders؛ زادهٔ ۲ مارس ۱۹۶۰) دوچرخه‌سوار اهل هلند است.